# تکن ۶
تکن ۶ (به انگلیسی: Tekken 6) یک بازی ویدئویی به سبک مبارزه‌ای و عنوان ششمین قسمت از مجموعه بازی‌های تکن می‌باشد که توسط شرکت باندای نامکو گیمز ساخته و در تاریخ ۲۶ نوامبر ۲۰۰۷ در ژاپن بر روی دستگاه بازی آرکید منتشر شد. آخرین نسخه از این بازی قرار بود در سال ۲۰۰۸ بر روی کنسول‌های خانگی انتشار یابد، اما نامکو از این کار صرفه نظر کرد و یک سال بعد نسخه ارتقاء داده شده بازی به نام تکن ۶: شورش در مسیرخون منتشر شد. نسخه خانگی ارتقاء داده شده بازی در اکتبر ۲۰۰۹ برای کنسول‌های ایکس‌باکس ۳۶۰ و پلی‌استیشن ۳ و نسخه‌ای متفاوت از این بازی نیز برای کنسول قابل حمل پلی‌استیشن همراه یک ماه بعد از آن‌ها منتشر شد.
در این بازی، هیهاچی میشیما که مرده‌است، توسط نوه‌اش جین کازاما که در تورنومنت قبلی جین‌پاچی میشیما را شکست داده و رهبر جدید میشیما زایباتسو شده بود، فرمان مسابقات ششمین مشت‌آهنین را می‌دهد.
بازی به‌طور کلی با واکنش‌های مثبتی از سوی منتقدان همراه بود. جلوه‌های بصری و مکانیک جدید مبارزات مورد تحسین قرار گرفت، اما منتقدان نسبت به مدیریت بخش سناریو کمپین انتقاداتی داشتند. با این وجود، نسخهٔ سازگار شده کنسول بازی دستی پلی‌استیشن همراه به دلیل وفاداری به نسخه‌های اولیه کنسولی مورد استقبال قرار گرفت. فروش این بازی به ۳٫۵ میلیون نسخه در سراسر جهان رسید. دنبالهٔ مستقیم این بازی به نام تکن ۷ در ۱۸ مارس ۲۰۱۵، برای دستگاه‌های بازی آرکید ژاپنی عرضه شد، سپس در ۲ ژوئن ۲۰۱۷، برای پلی‌استیشن ۴، ایکس‌باکس وان و مایکروسافت ویندوز به صورت بین‌المللی منتشر شد.

## روند بازی
تکن ۶ دارای مراحلی با تعامل بالاتر و وسیع‌تری نسبت به نسخه پیشین خود می‌باشد که شامل زمین‌ها و دیوارهایی با قابلیت تخریب‌پذیری بوده که بدین سبب مناطق مبارزه جدیدی را آشکار می‌سازد. قسمت تغییر شکل ظاهری شخصیت‌ها گسترده‌تر از قبل شده و شخصیت‌ها می‌توانند دارای وسایل جانبی خاصی شوند که در برخی از مبارزات از آن‌ها استفاده کنند.
یک سیستم جدید با نام «ریج» به این نسخه اضافه شده‌است که به شخصیت ویژگی را می‌دهد که با زدن ضربه به حریف، خون بیشتری از او کم می‌شود و این قابلیت هنگامی فعال می‌شود که درجه سلامتی از یک نقطه خاصی کمتر شود. زمانی که ریج فعال می‌شود، یک هاله انرژی قرمز رنگ دوره شخصیت را احاطه می‌کند.

## شخصیت‌ها

### شخصیت‌های برگشته
- آرمور کینگ
- آسوکا کازاما
- آنا ویلیامز
- ادی گوردو
- استیو فاکس
- لینگ شائویو
- پک تو سان
- برایان فیوری
- بروس
- پاندا (پاندا و کوما در یک تیم هستند)
- پال فینکس
- جک-۶
- جولیا چنگ
- جین کازاما
- دویل جین
- ریون
- راجر جی‌آر
- سرگئی دراگانوف
- فنگ وی
- کازویا میشیما
- کریستی مانترو
- کوما (کوما و پاندا در یک تیم هستند)
- کینگ ۲
- گانریو
- لی چائولان
- لی‌لی
- لی وولانگ
- کریگ مارداک
- مارشال لا
- موکوجین
- نینا ویلیامز
- ونگ جینری
- هائورانگ
- هیهاچی میشیما
- یوشیمیتسو

### شخصیت‌های جدید
- آزآزل (به عنوان غول آخر و انتخاب نشدنی)
- آلیسا بسکونوویچ (اضافه شده در تکن ۶: شورش در مسیرخون)
- باب
- زافینا
- لئو کلیسن
- لارس الکساندرسون (اضافه شده در تکن ۶: شورش در مسیرخون)
- میگل
- نانسی - ام‌آی۸۴۷جی (غول آخر جایزه‌ای)

## بازتاب‌ها
| گردآورنده  | امتیاز                                         |
| ---------- | ---------------------------------------------- |
| گیم‌رنکینگز | ۷۹٫۶۵٪ (پی‌اس۳) ۸۰٫۹۴٪ (اکس۳۶۰) ۸۲٫۱۲٪ (پی‌اس‌پی) |
| متاکریتیک  | ۷۹/۱۰۰ (پی‌اس۳) ۸۰/۱۰۰ (اکس۳۶۰) ۸۲/۱۰۰ (پی‌اس‌پی) |

| ناشر         | امتیاز  |
| ------------ | ------- |
| وان‌آپ.کام    | B+      |
| اج           | ۷/۱۰    |
| یوروگیمر     | ۷/۱۰    |
| گیم اینفورمر | ۸٫۷۵/۱۰ |
| گیم‌پرو       | ۴/۵     |
| گیم رولیشن   | -B      |
| گیم‌اسپات     | ۸٫۵/۱۰  |
| گیم‌تریلرز    | ۸٫۴/۱۰  |
| گیم‌زون       | ۸٫۴     |
| آی‌جی‌ان       | ۸٫۸     |
| پلی          | ۷٫۵/۱۰  |
| ایکس پلی     | ۳/۵     |

واکنش‌های منتقدان نسبت به تکن ۶ عموماً مطلوب بود، به‌طوری که نسخهٔ پلی‌استیشن ۳ امتیاز ۷۹، و اکس‌باکس ۳۶۰ نمرهٔ ۸۰ از ۱۰۰ را در وبگاه متاکریتیک کسب کرده‌اند. آی‌جی‌ان اضافه شدن حالت‌ها و مکانیک جدید بازی، همچنین فهرست بلند بالای شخصیت‌ها را تحسین کرد، که به نظر آن‌ها باید برای اکثر گیمرها جذاب باشد و نمرهٔ ۸٫۸ از ۱۰ را به بازی اهدا کرد. گیم‌اسپات نیز موافق بازی بود، و شخصیت‌های جدید به‌ویژه زافینا را به دلیل ظاهر و سبک مبارزه‌اش مورد تحسین قرار داد. آن‌ها خاطر نشان کردند که طرفداران تکن از مکانیک‌های جدید بازی لذت خواهند برد، و این به معنی تمرین کمبوهای ترکیبی بیشتر، همانند کمبوهای مداوم هوایی است. از سوی دیگر نظر یوروگیمر نسبت به بازی منفی بود، و اظهار داشت در زمان عرضه بازی، عناوین جذاب دیگری در سبک مبارزه‌ای وجود داشتند. آن‌ها معتقد بودند گرافیک بازی از عنوان اخیر سول کالیبر ۴ بالاتر است، اما به خوبی گرافیک ورچوئا فایتر ۵ نیست.